# Route 2 (Ontario)
Pour les articles homonymes, voir Route 2.
La route 2 (Kings Highway 2) est la plus courte des routes provinciales de l'Ontario avec une longueur d'à peine 0,9 km (0,6 mi).
Entre 1918 et 1997, la route 2 mesurait un peu plus de 800 km (497 mi). Avec d'autres routes portant le même numéro dans trois autres provinces, elle reliait Windsor à Halifax via le Québec et le Nouveau-Brunswick. Elle était la principale route ouest / est de la province.
Depuis la construction des autoroutes 401 et 403, lesquelles suivant un tracé similaire à la route 2, cette dernière est vite devenue une route locale.
La route 2 fut donc transférée aux municipalités traversées et retirée du réseau provincial, à l'exception d'un court tronçon reliant l'autoroute 401 à Gananoque, ville à une trentaine de kilomètres à l'est de Kingston.

## Description du tracé
La route 2 débute officiellement à la limite est de Gananoque. Elle se dirige vers l'est en croisant la Thousand Islands Parkway avant de légèrement courber vers le nord-est pour rejoindre l'autoroute 401 est.

## Histoire

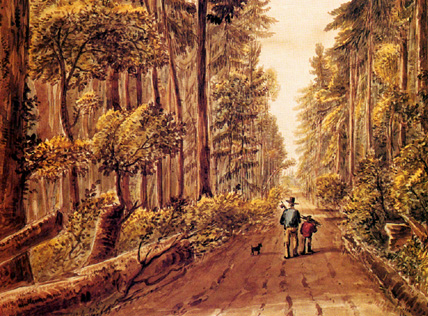
Kingston Road aux années 1830

La route entre Montréal et Toronto date de 1817, comme chemin des mail coach et véhicules hippomobiles. À York (Toronto) le chemin vers l'est s’appelait Kingston Road, et, à partir de Kingston vers l'ouest, York Road. Un chemin entre York et London date de 1795 et portait le nom de Governor's Road, le chemin du gouverneur. Entre Brockville et Cornwall, les chemins construits pour éviter les rapides du fleuve Saint-Laurent étaient empruntés. À l'époque, il fallait au moins deux jours (aller simple) pour relier Montréal à Kingston et une semaine pour se rendre à Toronto. La route permettait un service de courrier fiable et a relié les succursales de la Banque de Montréal, établies en 1817 avec une présence à Montréal, à Québec, à Kingston et à York dès sa première année d'exploitation.
Durant les années 1830, plusieurs compagnies de routes à péage mettaient du gravier sur le sentier, auparavant souvent impassible pendant l'été. En 1856, le chemin de fer Grand Tronc remplaçait les diligences et chevaux entre Montréal et Toronto par des trains à vapeur et la route servait de circulation locale seulement jusqu’à l'arrivée de l'automobile au début du XXe siècle.

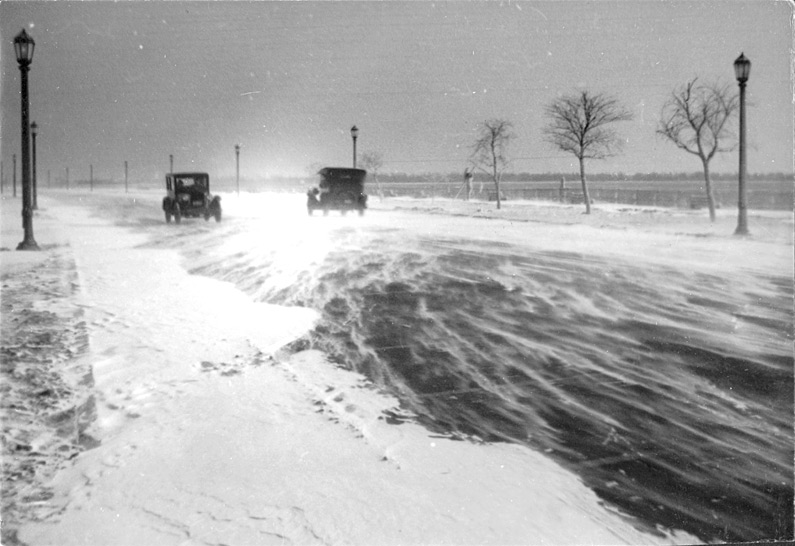
Lake Shore Boulevard en hiver 1925

En 1917, l'Ontario installait du béton sur le chemin entre Toronto et Hamilton; en 1918, le gouvernement achetait plusieurs chemins à péage du secteur privé en région pour retirer les postes de péage et en faire une route provinciale, la route 2. Des ponts vers Montréal furent construits en 1925. À la fin de 1926, la route 2 était entièrement pavée entre Windsor et Montréal. En 1939, quelques segments de la route étaient doublés et comptaient quatre voies : la route 2A entre Scarborough et Oshawa, la Queen Elisabeth Way vers Hamilton ainsi que la promenade des Milles-Îles entre Gananoque et Brockville. Les efforts de construction d'autoroute furent toutefois interrompus par la Seconde Guerre mondiale.
Après la guerre, l'Ontario a construit une autoroute entre Toronto et Barrie avant de reprendre les projets sur la route 2, très achalandée à l'époque. Il était désormais possible de contourner Toronto (de Weston à York Mills) dès 1952 via la Toronto Bypass, numérotée autoroute 401 tout comme il était possible d'éviter Kingston dès 1956. Le Toronto Bypass a continué d'être prolongé par après jusqu'à Oshawa, puis, l'ensemble du trajet de la route pouvait être fait sur une nouvelle voie rapide en 1964, sauf le segment entre Gananoque et Brockville, où il fallu attendre jusqu'en 1968 pour que l'autoroute 401 prenne le relais. Finalement, en 1997, l'autoroute 403 a permis de contourner Hamilton et Brantford.
Malgré la construction des autoroutes 401 et 403, la circulation locale a augmenté au point qu'il a fallu ajouter des voies à la route 2 dans des villes où elle servait de rue principale. Dans certains secteurs (comme le centre-ville d'Oshawa ou de Kingston) il fallait diviser la route sur deux rues à sens unique, faute d'espace pour ajouter des voies supplémentaires.

## Intersections majeures
| Division                                | Ville                          | km   | Destinations                                         | Notes                                                                    |
| --------------------------------------- | ------------------------------ | ---- | ---------------------------------------------------- | ------------------------------------------------------------------------ |
| Leeds et Grenville                      | Leeds and The Thousand Islands | 0,00 | Route de comté 2 ouest – Gananoque                   | La Route 2 ouest devient la Route de comté 2 ouest                       |
| Leeds et Grenville                      | Leeds and The Thousand Islands | 0,30 | Thousand Islands Parkway vers A-401 ouest – Kingston | Échangeur                                                                |
| Leeds et Grenville                      | Leeds and The Thousand Islands | 1,10 | A-401 est – Cornwall                                 | Sortie 648 de l'A-401; accès à A-401 est et depuis A-401 ouest seulement |
| Leeds et Grenville                      | Leeds and The Thousand Islands | 1,10 | Route de comté 2 est – Brockville                    | La Route 2 est devient la Route de comté 2 est                           |
| - Accès incomplet - Transition de route |                                |      |                                                      |                                                                          |